# Tropical-Rouge! Pretty Cure
Tropical-Rouge! Pretty Cure (トロピカル～ジュ！プリキュア?, Toropikaru~ju! Purikyua, Tropical~Rouge! Precure) è la diciottesima serie anime del franchise di Pretty Cure, creata da Izumi Tōdō e prodotta dalla Toei Animation. Trasmessa in Giappone su TV Asahi dal 28 febbraio 2021 al 30 gennaio 2022, in Italia è inedita.
Tropical-Rouge! Pretty Cure è preceduta da Healin' Good ♥ Pretty Cure e seguita da Delicious Party ♡ Pretty Cure.

## Trama
Manatsu Natsuumi è una studentessa delle medie che si è trasferita dall'isola di Minamino alla città di Aozora. Inizia lì la sua nuova vita e il suo primo semestre scolastico fino a quando un giorno incontra Laura, una ragazza-sirena che proviene da un luogo mistico chiamato Gran Ocean, la terra delle sirene. Quest'ultima rivela di stare cercando le guerriere leggendarie Pretty Cure, le quali sono le uniche in grado di opporre resistenza alla Strega della Procrastinazione che ha preso il controllo del fondale marino. Nel tentativo di aiutare Laura contro un emissario nemico venuto a rubare la motivazione della gente, Manatsu riceve i poteri dell'oceano che le permettono di trasformarsi in una Pretty Cure, Cure Summer. Alla missione per salvare i mari e riportare il Gran Ocean al suo antico splendore, si uniscono anche gli altri membri del Tropical Club scolastico: Sango Suzumura (Cure Coral), Minori Ichinose (Cure Papaya) e Asuka Takizawa (Cure Flamingo); a metà serie, si unisce e diventa una di loro la stessa Laura (Cure La·Mer).

## Personaggi

### Pretty Cure
Manatsu Natsuumi (夏海 まなつ?, Natsuumi Manatsu) / Cure Summer (キュアサマー?, Kyua Samā)
Doppiata da: Fairouz Ai (ed. giapponese)
Nata il 1º agosto, frequenta la prima media ad Aozora. Piena di energia e motivazione, esprime facilmente le proprie emozioni e la sua impulsività la porta spesso ad agire in tutta fretta, gettandosi in ogni tipo di situazione. Ama andare a scuola, ma nonostante questo non è brava nello studio, preferendo frequentare il Tropical Club, il club scolastico del quale è fondatrice e mentore principale. Prima di trasferirsi ad Aozora dalla madre, viveva sull'isola di Minamino assieme al padre. Usa spesso l'espressione "Tropical~!" (「トロピカってる～！」?, "Toropikatteru~!") per descrivere qualcosa di unico e straordinario. La cosa alla quale tiene di più è un rossetto regalatole dalla madre. Quando incontra qualcuno per la prima volta, si presenta e chiede sempre il nome dell'altra persona, indipendentemente dalla sua posizione sociale: questo perché da piccola ha conosciuto una bambina della quale non seppe mai il nome, rivelatasi poi essere Laura che non ricordava l'incontro a causa dell'eliminazione della memoria delle sirene che hanno conosciuto terrestri. Va matta per il Tropical Melopan, un panino dolce a forma di conchiglia, e cerca di impegnarsi al massimo sia come Pretty Cure che con le attività del club, mettendo tutti i suoi sforzi nel godersi a pieno il presente. Una volta conclusasi la battaglia contro i procrastinatori del mare, rimane straziata dalla separazione da Laura e perde poco dopo i ricordi legati alla sua amicizia con la sirena; riesce, tuttavia, a incontrarla di nuovo e, ricordandosi l'una dell'altra, le due provocano la rottura del macchinario di Gran Ocean che cancellava tutte le memorie delle sirene che ebbero contatti con il mondo umano, potendo così tornare a ristabilire uno stretto legame tra la terraferma e il mare. Si trasforma in Cure Summer, la Pretty Cure di colore bianco e arcobaleno, il cui punto di forza sono le labbra; in battaglia, usa uno stile di combattimento che sfrutta la velocità per confondere il nemico e sferrare colpi per abbatterlo.
Sango Suzumura (涼村 さんご?, Suzumura Sango) / Cure Coral (キュアコーラル?, Kyua Kōraru)
Doppiata da: Yumiri Hanamori (ed. giapponese)
Nata il 9 maggio, frequenta la prima media ad Aozora. È premurosa e gentile, ama le cose carine e sa andare d'accordo con chiunque. Sin da quando era piccola ha paura di esprimere le sue preferenze, e perciò ha cominciato a seguire i gusti delle sue amiche nel timore di essere giudicata; solo dopo aver conosciuto Manatsu, che ammira per la sua spensieratezza, impara ad esprimere di più se stessa. Sua madre gestisce un negozio di cosmetici chiamato "Pretty Holic", motivo per il quale ha un'ampia conoscenza di trucco e make-up. Nonostante la timidezza, partecipa come modella sostitutiva per la sfilata del marchio di abiti e accessori dello stilista Connie che l'ha notata, ma in seguito capisce che il suo sogno è diventare una make-up artist per modelle piuttosto che esserlo lei. Si trasforma in Cure Coral, la Pretty Cure di colore viola, il cui punto di forza sono le guance; in battaglia, ha uno stile più di difesa che d'attacco tramite la creazione di scudi a ×.
Minori Ichinose (一之瀬 みのり?, Ichinose Minori) / Cure Papaya (キュアパパイア?, Kyua Papaia)
Doppiata da: Yui Ishikawa (ed. giapponese)
Nata il 21 novembre, frequenta la seconda media ad Aozora. Ottima studentessa dai voti più alti, adora leggere e perciò ha molta inventiva. È calma e taciturna, porta gli occhiali e il suo viso difficilmente fa trasparire un qualche tipo di emozione o stato d'animo. Sin da bambina le piace la fiaba de La sirenetta e conosce molti racconti sulle sirene. Anni prima era un membro del club di letteratura, ma dopo alcune critiche aspre da parte della presidentessa ad un racconto scritto da lei, ha deciso di non farne più parte; grazie all'incontro con Manatsu e Laura inizia a credere di più nelle proprie capacità e comprende che ciò che mancava alla sua scrittura era l'assenza di esperienze stimolanti, che riesce a fare soltanto unendosi al Tropical Club. Scrive un diario e le sue abilità culinarie, sia in termini di scelta degli ingredienti che di condimenti, si discostano notevolmente da quelle della gente comune. Manatsu e Sango la chiamano amichevolmente "Minorin" (みのりん先輩?, Minorin-senpai). Quando il suo racconto Mermaid monogatari (マーメイド物語? lett. "Storia di una sirena") viene scelto come programma per il "Tropica Graduation Festival" della scuola, inizialmente è riluttante a causa dei trascorsi nel club di letteratura, ma alla fine accetta e lo rielabora come sceneggiatura di un'opera teatrale. Si trasforma in Cure Papaya, la Pretty Cure di colore giallo, il cui punto di forza sono gli occhi; in battaglia, ha uno stile più espansivo del solito e sa sparare raggi laser dagli occhi.
Asuka Takizawa (滝沢 あすか?, Takizawa Asuka) / Cure Flamingo (キュアフラミンゴ?, Kyua Furamingo)
Doppiata da: Asami Setō (ed. giapponese)
Nata il 15 ottobre, frequenta la terza media ad Aozora. Amante dell'esercizio fisico, a prima vista sembra essere snob e inavvicinabile, ma in realtà è molto affidabile e sa cucinare e divertirsi, soprattutto giocando a videogiochi che hanno animali carini come protagonisti. È sempre pronta a soccorrere le persone in difficoltà e ha un forte senso della giustizia. All'inizio non vuole avere a che fare con Manatsu e le altre ma, dopo essere diventata una Pretty Cure, inizia a frequentare regolarmente le nuove amiche e viene inclusa nel Tropical Club, di cui è nominata coordinatrice. Vive con suo padre e suo fratello maggiore e una sua abitudine è quella di usare sempre lo stesso cuscino per dormire anche quando è fuori casa. Ha un rapporto conflittuale con Yuriko, la presidentessa del consiglio studentesco: due anni prima, entrambe facevano parte del club di tennis e formavano una coppia in doppio, ma la sfiducia di Yuriko nei confronti di Asuka durante una drastica lite con le avversarie ha portato Asuka ad allontanarsi e abbandonare; in realtà Yuriko ha cercato in quell'occasione di mediare per tutelarla e non causare problemi all'intera squadra. Riconciliatasi con l'amica, alla fine si diploma e viene ammessa a frequentare la Phoenix Academy, dove s'iscrive al club di tennis assieme a Yuriko. Si trasforma in Cure Flamingo, la Pretty Cure di colore rosso, il cui punto di forza sono i capelli; in battaglia, è specializzata in combattimento corpo a corpo.
Laura (ローラ?, Rōra) / Cure La·Mer (キュアラメール?, Kyua Ramēru)
Doppiata da: Rina Hidaka (ed. giapponese)
Nata il 30 giugno, è una ragazza-sirena che proviene da Gran Ocean; il suo nome completo è Laura Apollodoros Hyginus Lamer (ローラ・アポロドーロス・ヒューギヌス・ラメール?, Rōra Aporodōrosu Hyūginusu Ramēru). È sicura di sé, onesta e diretta; ama vantarsi e ricevere lusinghe ed è competitiva. Per diventare la prossima regina del Gran Ocean e salvarlo, si mette alla ricerca delle Leggendarie Guerriere Pretty Cure quando viene incaricata dall'attuale regnante di trovare coloro che possano contrastare la Strega degli abissi. Coetanea di Manatsu, sale in superficie per stare vicino a lei quando diventa una Pretty Cure e supportarla insieme alle altre. Non le piace l'idea che i terrestri hanno sulle sirene, affermando che i racconti dove sono rappresentate come mostri non sono corretti. Inizialmente pensa che gli umani le servano solo come strumento per diventare la prossima regina, ma con l'andare del tempo comincia a legarsi molto alle compagne di squadra e matura il desiderio di diventare umana per poter stare più tempo con loro senza doversi nascondere. Quando i servitori della Strega la rapiscono e mettono in seria difficoltà le altre Pretty Cure, per aiutarle, diviene la prima sirena a trasformarsi in una di loro e ottiene la forma umana. Inizia così a frequentare la stessa scuola di Manatsu e le altre, fingendosi una studentessa trasferita dall'estero e utilizzando il nome di Laura Lamer (ローラ・ラメール?, Rōra Ramēru). Le viene proposto di entrare nel club di nuoto, ma in versione umana scopre paradossalmente di non saper nuotare e si unisce quindi ufficialmente al Tropical Club, di cui fino a quel momento era membro temporaneo. Sviluppa un profondo legame soprattutto con Manatsu, tanto da farla dubitare quando le viene proposto di scegliere se rimanere con lei e le amiche ad Aozora oppure tornare negli abissi per ereditare il trono di Gran Ocean. Conclusasi la missione delle Pretty Cure, dopo aver rivelato a tutti i suoi amici e conoscenti esterni al club di essere in realtà una sirena, decide di tornare a Gran Ocean per diventare la prossima regina delle sirene, causando la perdita di ogni suo ricordo del mondo terrestre assieme a quella di chiunque l'avesse incontrata sulla terraferma. Riesce infine a incontrare di nuovo Manatsu e, ricordandosi l'una dell'altra, le due provocano la rottura del macchinario di Gran Ocean che cancellava tutte le memorie delle sirene che ebbero contatti con il mondo umano, potendo così ristabilire uno stretto legame tra la terra e il mare; questo fa sì che possa insegnare alle sirene tutto quello che ha imparato sul mondo degli umani. Si trasforma in Cure La·Mer, la Pretty Cure di colore blu, il cui punto di forza sono le unghie; in battaglia, è specializzata in combattimento subacqueo.

### Alleati
Kururun (くるるん?, Kururun)
Doppiata da: Aimi Tanaka (ed. giapponese)
È una fatina del mare dall'aspetto simile a una foca bianca. Proviene dal Gran Ocean ed è l'animale domestico della regina. Il suo compleanno è il 6 settembre. Raggiunge Laura sulla terraferma e rimane con le Pretty Cure durante il tempo della loro missione. Le piacciono i biscotti di conchiglia. Poiché non parla il linguaggio umano, si esprime alle Pretty Cure attraverso i gesti e ripete soltanto "kururun~" (「くるるん～」?, "kururun~"); persino Laura, sua conterranea, ha difficoltà a decifrarlo, mentre Minori spesso in qualche modo riesce a capire quello che sta cercando di dire.
Regina delle sirene (人魚の女王?, Ningyo no joō)
Doppiata da: Yūko Sasaki (ed. giapponese)
L'attuale regnante di Gran Ocean. Nella speranza di riuscire a salvare il suo regno dalla Strega della Procrastinazione, ha mandato Laura sulla terraferma dandole un Tropical Pact a cercare le Leggendarie Guerriere Pretty Cure in grado di aprirlo per contrastare il male. Il suo nome è Melusine Muses Mnemosyne (メルジーヌ・ミューゼス・ムネモシュネ?, Merujīnu Myūzesu Munemoshune). Prima di diventare regina, quando è stata attaccata da qualcuno che mirava ad aprire il Bauletto dello Stolto, ha nascosto il Perfume Shiny Brace contenente potere motivazionale in una grotta sull'isola di Minamino; l'accaduto ha fatto sì che esso diventasse una leggenda del posto, tramandata da generazioni. Inoltre, per sconfiggere la Strega, in passato anche lei ha tentato di diventare una Pretty Cure, ma ha fallito. Una volta conclusasi la battaglia contro i procrastinatori del mare, decide di spostare Gran Ocean in una nuova posizione negli abissi.
Aunete (アウネーテ?, Aunēte) / Cure Oasis (キュアオアシス?, Kyua Oashisu)
Doppiata da: Mai Nakahara (ed. giapponese)
È una ragazza misteriosa, conosciuta come la Pretty Cure Leggendaria, che appare alle Pretty Cure attuali per dare loro il potere del Tropical Heart Dresser e del Land Heart Kuru Ring per poter fermare la strega. Il suo colore è il verde. Circa cento anni prima, ha soccorso la Strega vittima di un attacco degli umani e ne divenne amica, dovendola poi combattere una volta diventata una guerriera. La Strega rimandò più volte lo scontro con lei perché non voleva colpire una sua amica nonostante provocasse la distruzione attorno, tuttavia lei col passare degli anni morì senza aver avuto modo di persuaderla dal farlo. Grazie a Cure Summer riesce infine a comunicare con lei, apparendole sotto forma di spirito, e a salvarla, scomparendo insieme.

### Nemici
Strega della Procrastinazione (あとまわしの魔女?, Ato Mawashi no Majo)
Doppiata da: Rei Igarashi (ed. giapponese)
Il capo dei nemici, con l'aspetto di un essere gigantesco mezzo donna e mezzo murena. Ha occupato il regno di Gran Ocean facendo sì che tutti i suoi abitanti si stancassero e non provassero più stimoli di alcun tipo. Lei stessa è molto pigra e passa il lavoro ai suoi seguaci. Vuole riempire di potere motivazionale il Bauletto dello Stolto, oggetto molto potente, per poter diventare immortale e far sprofondare la Terra in un eterno rinvio. Circa cento anni prima era conosciuta come la Strega della Distruzione (破壊の魔女?, Hakai no Majo), nata con l'unico scopo di distruggere il mondo. Dopo essere stata soccorsa ed essere diventata amica di Aunete si è affezionata a lei, ma le due sono state costrette a combattersi quando quest'ultima è diventata una Pretty Cure; ha così iniziato a rimandare la battaglia in eterno, desiderando di diventare immortale per rimandare ancora l'evento, il tutto per non combattere contro la sua amica. Con gli anni però ha dimenticato il motivo per cui facesse ciò, e quando inizia a ricordarsi perché voleva far sprofondare il mondo in un eterno rinvio, rinuncia al piano e comincia a distruggere tutto ciò che vuole iniziando dalle Pretty Cure, cosciente del fatto che Aunete non ci sia più. Grazie a Cure Summer riesce infine a ricongiungersi con lo spirito di Cure Oasis, che la porta via felice con sé.
Butler (バトラー?, Batorā)
Doppiato da: Fuminori Komatsu (ed. giapponese)
È il più fidato e devoto scagnozzo della strega e suo maggiordomo. Ha le sembianze di un cavalluccio marino giallo ocra. Si occupa di raccogliere informazioni e passare gli ordini della strega agli altri. Cerca di far scordare alla Strega la ragione principale per cui ha sempre rimandato la rovina del mondo e non nomina mai le Pretty Cure al suo cospetto in modo che il Bauletto dello Stolto si riempia di motivazione e l'obiettivo di annientare tutto venga raggiunto senza impedimenti. Lavora da molto tempo al servizio della Strega e in passato ha ricoperto il ruolo di sua guardia quando era ancora la Strega della Distruzione. Durante la battaglia finale, deluso per la purificazione della Strega che ha ricordato tutto, si trasforma in uno Yaraneeda pur di riempire il Bauletto dello Stolto e distruggere la Terra da solo. Viene sconfitto dalle Pretty Cure quando cerca un'ultima volta di riempire lo Scrigno con il suo potere motivazionale; questo scompare totalmente una volta che viene restituita tutta la motivazione a chi ne era stato derubato. Lo si vede infine totalmente privo di stimoli tornare in mare con Chongire, Numeri e Elda alla ricerca di un nuovo incarico lavorativo. Il suo nome in inglese significa proprio "maggiordomo".
Chongire (チョンギーレ?, Chongīre)
Doppiato da: Hiroshi Shirokuma (ed. giapponese)
È uno degli scagnozzi della strega e suo cuoco. Ha le sembianze di un granchio blu. Non è assolutamente motivato a rubare il potere motivazionale alla gente, ma lo fa solo perché gli viene ordinato, giudicandolo come una seccatura. Preferisce trascorrere il tempo in cucina a migliorare i suoi piatti perché è insoddisfatto che la Strega non mangi ciò che lui prepara o rimandi i pasti. A differenza di Butler, lui e i colleghi non sanno il reale scopo della strega e quando lo apprendono decidono di disertare; viene tuttavia trasformato a tradimento in uno Chō-Zettai Yaraneeda per contrastare le Pretty Cure giunte fin nella loro dimora. Torna normale una volta battuto, e aiuta le guerriere a far riprendere il controllo a Butler nella battaglia finale. Rimasto ferito all'occhio destro, si scusa per le sue azioni a danni degli umani e va via con i colleghi a cercare un nuovo impiego; lo si vede infine lavorare in un proprio ristorante in fondo al mare.
Numeri (ヌメリー?, Numerī)
Doppiata da: Akeno Watanabe (ed. giapponese)
È una degli scagnozzi della strega e sua dottoressa. Ha le sembianze di un cetriolo di mare antropomorfo viola. Ha una personalità rilassata e se la prende con comodo durante i suoi attacchi intenti a rubare la motivazione altrui. Si prende cura di Elda, a cui vuole molto bene, come una madre. Dopo aver scoperto il reale piano di distruzione della strega, diserta insieme a Chongire ed Elda e aiuta le Pretty Cure nella battaglia finale contro Butler. Rimasta con il corno più grande a sinistra rotto, si scusa per le sue azioni a danni degli umani e ritorna con i colleghi in mare a trovare un nuovo impiego; la si vede infine lavorare come medico per le creature marine.
Elda (エルダ?, Eruda)
Doppiata da: Ayahi Takagaki (ed. giapponese)
È una degli scagnozzi della strega e sua cameriera. Ha le sembianze di un gamberetto antropomorfo rosa. Essendo ancora una bambina, non ama avere molte responsabilità e preferisce giocare piuttosto che stare agli ordini della strega; per questo, devono sempre convincerla ad attaccare le Pretty Cure e a rubare potere motivazionale, promettendole dei premi in cambio. Dopo aver scoperto il reale piano di distruzione della strega, diserta insieme a Chongire e Numeri e aiuta le Pretty Cure nella battaglia finale contro Butler. Scomparsa la Strega e sconfitto Butler, ritorna con i colleghi in mare per trovare un nuovo impiego; la si vede infine giocare all'interno dei resti della vecchia dimora della strega e aiuta Laura a ricongiungersi con Manatsu e le altre quando queste perdono ogni ricordo delle loro avventure assieme.
Yaraneeda (ヤラネーダ?, Yaranēda)
Doppiato da: Nozomi Mikajiri (ed. giapponese)
È il mostro evocato dai servitori della strega per assorbire il potere motivazionale dagli altri esseri viventi tramite delle sfere di colore viola. Viene creato animando un oggetto, che assume sembianze umanoidi e un'espressione immotivata; quando assorbe il potere motivazionale di un bersaglio, i suoi occhi si illuminano di rosso e la sua espressione cambia in un sorriso inquietante. Il suo nome deriva dall'espressione giapponese "yaranai" (やらない?), che significa "non voglio farlo". Successivamente viene utilizzata una versione potenziata, lo Zenzen Yaraneeda (ゼンゼンヤラネーダ?, Zenzen Yaranēda) del quale ha le stesse sembianze ma si presenta molto più forte, ed è evocato da una sfera verde; il suo nome deriva dall'espressione giapponese "zenzen yaranai" (ぜんぜんやらない?), che significa "non voglio proprio farlo". A differenza di uno normale può assorbire anche il potere motivazionale di una Pretty Cure. In seguito nasce dalla strega una nuova versione ancora più potenziata, lo Zettai Yaraneeda (ゼッタイヤラネーダ?, Zettai Yaranēda), evocato da una sfera gialla; il suo nome deriva dall'espressione giapponese "zettai yaranai" (ぜったいやらない?), che significa "non voglio assolutamente farlo". Dopo una serie di incubi ricorrenti, dal dolore della strega viene generato il Chō-Zettai Yaraneeda (超ゼッタイヤラネーダ?, Chō Zettai Yaranēda), un nuovo tipo di Yaraneeda che può potenziarsi in più modi, tra i quali moltiplicarsi a piacere oppure assumere le sembianze di un essere vivente, attivato da una sfera rossa.
Kowasunda (コワスンダー?, Kowasundā)
Doppiati da: Nozomi Mikajiri (ed. giapponese)
Sono i mostri evocati da Butler durante la battaglia finale, che sono stati usati anche dalla Strega della Procrastinazione quando ha cercato di distruggere la Terra molti anni prima. Sono evocati da un globo blu scuro e hanno tre lunghe gambe e due lunghe braccia snodabili.

### Altri personaggi
Aoi Natsuumi (夏海 碧?, Natsuumi Aoi)
Doppiata da: Ryōko Gi (ed. giapponese)
È la madre di Manatsu. Lavora all'interno dell'acquario di Aozora. Lei e Manatsu, alle quali si aggiunge Laura, alloggiano in una casa fornita dallo stabilimento acquatico.
Taiyo Natsuumi (夏海 大洋?, Natsuumi Taiyō)
Doppiato da: Akira Harada (ed. giapponese)
È il padre di Manatsu. È un uomo positivo che gestisce un negozio dedicato all'immersione subacquea sull'isola di Minamino.
Miyuki Suzumura (涼村 みゆき?, Suzumura Miyuki)
Doppiata da: Junko Kitanishi (ed. giapponese)
È la madre di Sango. Gestisce il negozio di cosmetici "Pretty Holic" ad Aozora.
Narumi Ichinose (一之瀬 なるみ?, Ichinose Narumi)
Doppiata da: Mikako Takahashi (ed. giapponese)
È la madre di Minori.
Hareruya Takizawa (滝沢 晴瑠也?, Takizawa Hareruya)
Doppiato da: Masayuki Katō (ed. giapponese)
È il padre di Asuka. Dotato di un'elevata forza mentale, è conosciuto con il soprannome di "uomo del bel tempo di fuoco" (炎の晴れ男?, Honō no hareotoko) per la sua capacità di poter scacciare il maltempo con i wadaiko (tamburi giapponesi), nonostante Asuka ammetta che raramente questo accada. Da giovane faceva parte del club di baseball presso la scuola media di Aozora.
Mafune Hirabayashi (平林 まふね?, Hirabayashi Mafune)
Doppiata da: Hiroko Nishi (ed. giapponese)
È la direttrice dell'acquario di Aozora dove lavora la madre di Manatsu.
Saki Sakuragawa (桜川 咲?, Sakuragawa Saki)
Doppiata da: Sora Tokui (ed. giapponese)
È l'insegnante della classe di Manatsu e Sango. È molto sbadata, ma ama insegnare ed ha un forte legame di fiducia con i suoi alunni. Ha inoltre il ruolo di consigliera del Tropical Club. Suo padre, ormai in pensione, si prendeva cura di un frutteto coltivato a mele ed è contento che la figlia sia stimata dagli studenti.
Yuriko Shiratori (白鳥 百合子?, Shiratori Yuriko)
Doppiata da: Ayaka Fukuhara (ed. giapponese)
È la presidentessa del consiglio studentesco della scuola media di Aozora. Svolge il suo ruolo con serietà e dedizione. Fa parte del club di tennis e ha un rapporto conflittuale con Asuka: fino a due anni prima formava con quest'ultima una coppia in doppio nelle partite, ma una lite con le avversarie, in cui Yuriko non prese le parti di Asuka, prima di una competizione le ha portate ad allontanarsi e Asuka ha abbandonato il club. Le due ritornano in buoni rapporti durante il periodo di ammissione alle scuole superiori, quando entrambe scelgono la Phoenix Academy con indirizzo sportivo. Dopo un attacco dei nemici nel corso della gita scolastica, ogni tanto pensa che Cure Flamingo e Asuka siano la stessa persona, nonostante non abbia prove che lo dimostrino.
Rika Ichijo (一条 里香?, Ichijō Rika)
Doppiata da: Ruriko Noguchi (ed. giapponese)
È la vice presidentessa del consiglio studentesco della scuola media di Aozora. Successivamente viene promossa a presidentessa dagli studenti in vista dell'anno successivo, rimpiazzando Yuriko che sta per diplomarsi.
Masami Kakuta (角田 正美?, Kakuta Masami)
Doppiata da: Yuka Ōtsubo (ed. giapponese)
È la presidentessa del consiglio disciplinare della scuola di Manatsu e le altre. Dopo aver sentito circolare voci sugli avvistamenti di una sirena nei dintorni della scuola, diventa sospettosa nei confronti del Tropical Club. Ha un carattere deciso e vuole che tutti gli studenti seguano il regolamento scolastico.
Kiriko Shiraishi (白石 きりこ?, Shiraishi Kiriko), Naomi Komachi (小町 なおみ?, Komachi Naomi) & Yumi Kuwano (桑野 ゆみ?, Kuwano Yumi)
Doppiate da: Serika Hiromatsu, Sara Matsumoto e Fumiko Uchimura (ed. giapponese)
Sono tre compagne di classe di Manatsu e Sango.
Satoshi Kariya (刈谷 さとし?, Kariya Satoshi) & Daiki Kato (加藤 だいき?, Katō Daiki)
Doppiati da: Hirosato Amano e Akihiro Shinohara (ed. giapponese)
Sono due compagni di classe di Manatsu e Sango.
Izumi Komori (小森 いずみ?, Komori Izumi) & Yukie Hayashida (林田 ゆきえ?, Hayashida Yukie)
Doppiate da: Riho Sugiyama e Satomi Kobashi (ed. giapponese)
Responsabili della trasmissione radio della scuola media di Aozora che va in onda durante la pausa pranzo. Izumi, che è una compagna di classe di Minori, ne è la DJ, mentre Yukie, più piccola di un anno, si occupa della regia. Vengono aiutate dal Tropical Club a gestire la trasmissione dopo un'indisposizione di Izumi.
Eiko Mizushima (水島 泳子?, Mizushima Eiko)
Doppiata da: Lynn (ed. giapponese)
È la responsabile del club di nuoto. Sentendo Laura vantarsi delle sue abilità in acqua, la invita ad iscriversi al suo club per rilanciarlo, ma la ragazza in versione umana scopre di non saper nuotare ed è costretta a rinunciare.
Shiori Nakagawa (仲川 詩織?, Nakagawa Shiori)
Doppiata da: Satomi Amano (ed. giapponese)
È una studentessa della scuola media di Aozora e ama l'astronomia. Chiede aiuto al Tropical Club per poter organizzare un evento scolastico per guardare una pioggia di meteoriti e reclutare così nuovi membri per il suo club.
Yuna Yamabe (山辺 ゆな?, Yamabe Yuna)
Doppiata da: Minami Takahashi (ed. giapponese)
Una famosa attrice e modella, nota per il suo carattere dolce e gentile. Manatsu e le altre l'aiutano ad acquisire fiducia per interpretare il ruolo della cattiva in un film.
Anziana Tomi (とみ婆?, Tomi baba)
Doppiata da: Yōko Imaizumi (ed. giapponese)
È una vecchia signora, abitante dell'isola Minamino. Come da tradizione del luogo, accoglie i bambini a casa sua per raccontare loro storie e leggende che si tramandano di generazione in generazione. Grazie ad una leggenda, che dice che sull'isola una sirena abbia nascosto un tesoro in una grotta, aiuta indirettamente Manatsu e le altre a trovare il Perfume Shiny Brace.
Yosuke (ようすけ?, Yōsuke), Santa (さんた?, Santa) & Hina (ひな?, Hina)
Doppiati da: Serika Hiromatsu, Fumiko Uchimura e Aimi Tanaka (ed. giapponese)
Sono un gruppo di bambini, abitanti sull'isola di Minamino, che Manatsu conosce.
Satoshi Mukai (向井 慧?, Mukai Satoshi)
Doppiato da: Satoshi Mukai (ed. giapponese)
È un presentatore televisivo arrivato a Aozora per dare visibilità alla scuola media della città. Dopo un piccolo incidente tra il Tropical Club e il consiglio studentesco durante un'intervista, visto il responso buono del pubblico, decide di risolvere la situazione tra loro tramite un quiz televisivo da lui condotto. Il personaggio è un omaggio all'omonimo commediante giapponese esistente, che fa parte del trio owarai Panther.
Trejack (トレジャック?, Torejakku)
Compare solo nel musical. È un ragazzo, cacciatore di tesori, che s'identifica come "colui che attraversa i sette mari". Possiede una delle tre Dream Mist, un tesoro leggendario che si dice sia in grado di far avverare i sogni, e sta viaggiando per trovare le altre due. Lungo la strada, incontra Manatsu e le altre e insieme vanno a caccia di tesori. La sua vera identità è quella di Urashima Tarō che, tornato in superficie dal Ryūgū-jō, ha aperto lo scrigno del tesoro donatogli e ha subito un invecchiamento: disperato per questo, ha utilizzato il potere della Dream Mist per ringiovanire ed è partito a cercare le restanti per compiere la sua vendetta. Alla fine usa tutte e tre le Dream Mist per trasformarsi in un mostro e sopraffare le Pretty Cure, ma viene sconfitto e, con supporto e incoraggiamento, torna alla sua forma originale e parte per un nuovo viaggio.

## Oggetti magici
Tropical Pact (トロピカルパクト?, Toropikaru Pakuto)
È l'oggetto a forma di cofanetto azzurro utilizzato da Cure Summer, Cure Coral, Cure Papaya e Cure Flamingo per trasformarsi. Soltanto le guerriere leggendarie, che possiedono un sole radioso nel cuore, sono in grado di aprirne uno. Al suo interno vi è una cipria magica che consente di trasformarsi tramite l'uso di un piccolo pennello, anch'esso custodito dentro il Tropical Pact.
Heart Kuru Ring (ハートクルリング?, Hāto Kuru Ringu)
Sono gli anelli chiave utilizzati dalle Pretty Cure. Cinque sono gli Henshin Heart Kuru Ring (変身ハートクルリング?, Henshin Hāto Kuru Ringu) che si generano dai forti sentimenti espressi e, inseriti nei Tropical Pact o nel Mermaid Aqua Pact, consentono alle Pretty Cure di trasformarsi; se cadono fuori dai dispositivi mentre le Pretty Cure sono attive, la trasformazione si scioglie all'istante. In seguito compaiono anche l'Heart Quartet Ring (ハートカルテットリング?, Hāto Karutetto Ringu), a forma di conchiglia argentata e con un grosso fiocco rosa, che consente a Cure Summer, Cure Coral, Cure Papaya e Cure Flamingo con i loro Heart Rouge Rod di unire i poteri, e il Perfume Shiny Ring (パフュームシャイニーリング?, Pafyūmu Shainī Ringu), un anello rotondo e argentato con al centro una conchiglia rosa, che permette a Cure La·Mer di eseguire con il Mermaid Aqua Pact il suo attacco potenziato. Dopo aver incontrato la Pretty Cure leggendaria, le guerriere ottengono il Land Heart Kuru Ring (ランドハートクルリング?, Rando Hāto Kuru Ringu), un anello speciale a forma di fiore rosa con al centro un cristallo rosso a forma di cuore, che permette la trasformazione in Excellen-Tropical Style e l'attacco di gruppo potenziato; di quest'ultimo esiste anche un anello gemello, apparso grazie ai sentimenti di Cure La·Mer, chiamato Marine Heart Kuru Ring (マリンハートクルリング?, Marin Hāto Kuru Ringu) che però si presenta rotondo ed azzurro, con un cristallo blu a forma di cuore al centro, ma che permette allo stesso modo la trasformazione e l'attacco di gruppo potenziati.
Heart Rouge Rod (ハートルージュロッド?, Hāto Rūju Roddo)
Sono gli scettri di Cure Summer, Cure Coral, Cure Papaya e Cure Flamingo, utilizzati per attaccare. Hanno la forma di un rossetto e quello di Summer si genera dal rossetto della madre che Manatsu custodisce, mentre quelli di Coral, Papaya e Flamingo si sviluppano partendo da quello di Summer in risposta ai loro sentimenti. Ogni guerriera possiede un cuore di colore diverso al centro del proprio scettro, che viene sostituito dall'Heart Quartet Ring durante l'attacco di gruppo Mix Tropical; durante esso, la base a forma di onda del rossetto viene spinta verso l'alto. Inoltre, grazie ad esso, le Pretty Cure possono respirare sott'acqua.
Mermaid Aqua Pot (マーメイドアクアポット?, Māmeido Akua Potto)
È un oggetto a forma di un grande flacone per profumi ed è la dimora di Laura e Kururun. Vi si accede dallo specchio centrale e dal suo interno è possibile guidarlo e farlo fluttuare. Principalmente viene utilizzato da Laura / Cure La·Mer e con esso si può localizzare, riguadagnare e ripristinare la motivazione a coloro che ne sono stati derubati con le formule "Mermaid Aqua Pot, search!" (「マーメイドアクアポット、サーチ！」?, "Māmeido Akua Potto, sāchi!") e "Potere motivazionale, come back!" (「やる気パワー、カムバック！」?, "Yaruki pawā, kamubakku!"). È dotato anche di una funzione fotografica e, quando si scatta una foto, questa viene salvata sotto forma di bolla di sapone.
Mermaid Aqua Pact (マーメイドアクアパクト?, Māmeido Akua Pakuto)
È l'oggetto a forma di cofanetto-conchiglia rosa utilizzato da Cure La·Mer per trasformarsi e attaccare. Viene regalato dalla regina delle sirene a Laura per poter prestare soccorso alle Pretty Cure. Al suo interno vi è un pigmento rotondo magico che, se fatto roteare con il pennello esterno al Mermaid Aqua Pact, consente a Cure La·Mer di eseguire la sua trasformazione e i suoi attacchi.
Perfume Shiny Brace (パフュームシャイニーブレス?, Pafyūmu Shainī Buresu)
È un bracciale azzurro e rosa con al centro una conchiglia che una sirena molti anni fa nascose in una grotta sull'isola di Minamino. Viene ritrovato da Laura e si può trasformare nel Perfume Shiny Ring per attaccare. Al suo interno c'è un profumo solido.
Tropical Heart Dresser (トロピカルハートドレッサー?, Toropikaru Hāto Doressā)
È una toletta formata da uno specchio a forma di cuore con una base sulla quale sono posti diversi scomparti. Lo specchio può essere rimosso e viene utilizzato dalle Pretty Cure per la trasformazione in Excellen-Tropical Style e l'attacco di gruppo potenziato attraverso l'inserimento, sopra di esso, del Land Heart Kuru Ring o del Marine Heart Kuru Ring. Viene attivato dalla Leggendaria Pretty Cure e originariamente era la cassettiera che il Tropical Club aveva realizzato per le loro lezioni di make-up. Tramite esso, è possibile comunicare con la Regina delle sirene.
Bauletto dello Stolto (愚者の棺?, Gusha no Hitsugi)
È un oggetto leggendario e molto potente, ha la forma di un grande scrigno ed è situato nei fondali marini dove dimora la Strega. Se riempito di potere motivazionale, il suo sigillo potrà rompersi e permetterebbe di far avverare qualsiasi desiderio a chiunque lo apra. Ha una scala graduata che misura la motivazione riversata in esso. La Strega della Procrastinazione vorrebbe riempirlo al più presto per ottenere da esso l'immortalità e, quindi, un eterno rinvio del tempo. Scompare totalmente una volta che le Pretty Cure restituiscono tutta la motivazione a chi ne era stato derubato.
Ocean Prism Mirror (オーシャンプリズムミラー?, Ōshan Purizumu Mirā)
È uno specchio a mano regalato dalla regina delle sirene a Laura e che viene donato a tutte le candidate al ruolo di regina. Viene utilizzato dalle Pretty Cure.

## Trasformazioni e attacchi

### Cure Summer
- Trasformazione: Manatsu inserisce il suo Heart Kuru Ring nel Tropical Pact e, diventata Cure Summer, si presenta al nemico.

- Summer Strike (サマー・ストライク?, Samā Sutoraiku): è l'attacco di Cure Summer con l'Heart Rouge Rod. Dopo aver messo il rossetto con lo scettro, la Pretty Cure crea una bolla con le labbra che diventa un sole giallo infuocato che scaglia contro il nemico, facendolo esplodere. A fine attacco, rivolgendosi al nemico ormai sconfitto, esclama "Victory!" (「ビクトリー！」?, "Bikutorī!"). Viene eseguito per la prima volta nell'episodio 1.

### Cure Coral
- Trasformazione: Sango inserisce il suo Heart Kuru Ring nel Tropical Pact e, diventata Cure Coral, si presenta al nemico.

- Coral Diffusion (コーラル・ディフュージョン?, Kōraru Difyūjon): è l'attacco di Cure Coral con l'Heart Rouge Rod. Dopo aver messo il rossetto con lo scettro, la Pretty Cure crea una bolla con le labbra che diventa un fiocco viola sul quale salta sopra, generandone una torre, e scaglia contro il nemico una pioggia di cuori collegati da coralli che lo circondano e lo fanno esplodere. A fine attacco, rivolgendosi al nemico ormai sconfitto, esclama "Victory!" (「ビクトリー！」?, "Bikutorī!"). Viene eseguito per la prima volta nell'episodio 3.

- Attacco × (×?, peke): tracciando una × (croce) con le dita, crea uno scudo rosso-viola che respinge l'avversario.

### Cure Papaya
- Trasformazione: Minori inserisce il suo Heart Kuru Ring nel Tropical Pact e, diventata Cure Papaya, si presenta al nemico.

- Papaya Shot (パパイア・ショット?, Papaia Shotto): è l'attacco di Cure Papaya con l'Heart Rouge Rod. Dopo aver messo il rossetto con lo scettro, la Pretty Cure crea una bolla con le labbra che la ingloba, diventando una papaya gialla, che taglia poi a metà e ne scaglia i semi contro il nemico, colpendolo e facendolo esplodere. A fine attacco, rivolgendosi al nemico ormai sconfitto, esclama "Victory!" (「ビクトリー！」?, "Bikutorī!"). Viene eseguito per la prima volta nell'episodio 4.

- Attacco: spara raggi laser dagli occhi attraverso due fette di kiwi che ha come orecchini.

### Cure Flamingo
- Trasformazione: Asuka inserisce il suo Heart Kuru Ring nel Tropical Pact e, diventata Cure Flamingo, si presenta al nemico.

- Flamingo Smash (フラミンゴ・スマッシュ?, Furamingo Sumasshu): è l'attacco di Cure Flamingo con l'Heart Rouge Rod. Dopo aver messo il rossetto con lo scettro, la Pretty Cure crea una bolla con le labbra che diventa una palla rossa infuocata lanciata in alto e scagliata contro il nemico con una zampa di fenicottero creatasi, facendolo bruciare ed esplodere. A fine attacco, rivolgendosi al nemico ormai sconfitto, esclama "Victory!" (「ビクトリー！」?, "Bikutorī!"). Viene eseguito per la prima volta nell'episodio 5.

### Cure La·Mer
- Trasformazione: Laura inserisce il suo Heart Kuru Ring nel Mermaid Aqua Pact e, diventata Cure La·Mer, si presenta al nemico.

- La·Mer Stream (ラメール・ストリーム?, Ramēru Sutorīmu): è l'attacco di Cure La·Mer utilizzando il Mermaid Aqua Pact. Dopo aver fatto girare la parte inferiore del cofanetto con il pennello, la Pretty Cure crea un vortice blu d'acqua che scaglia contro il nemico, facendolo esplodere. A fine attacco, rivolgendosi al nemico ormai sconfitto, esclama "Victory!" (「ビクトリー！」?, "Bikutorī!"). Viene eseguito per la prima volta nell'episodio 17.

- Ocean Bubble Shower (オーシャン・バブル・シャワー?, Ōshan Baburu Shawā): è l'attacco di Cure La·Mer utilizzando il Mermaid Aqua Pact con il Perfume Shiny Ring. Dopo aver inserito l'anello nel cofanetto, la Pretty Cure incastra il pennello al di sotto di esso e attiva la Shabon Form, trasformandolo in una pistola spara bolle; con il dito fa girare la parte inferiore del dispositivo che, impugnato, genera un vortice di bolle blu che scaglia contro il nemico. A fine attacco, rivolgendosi al nemico ormai sconfitto, esclama "Victory!" (「ビクトリー！」?, "Bikutorī!"). Viene eseguito per la prima volta nell'episodio 22.

### Cure Oasis
- Trasformazione: Aunete inserisce il suo Heart Kuru Ring nel Tropical Pact e, diventata Cure Oasis, si presenta al nemico.

### In gruppo
- Presentazione: è la frase di presentazione di gruppo delle Pretty Cure una volta conclusasi la trasformazione. Ad ogni episodio, Cure Summer pronuncia una frase diversa prima che il gruppo si presenti: "Tutte e quattro!" (「４人揃って！」?, "4-nin sorotte!") (ep. 6), "Anche oggi siamo cariche!" (「今日も元気だ！」?, "Kyō mo genki da!") (ep. 7, 16, 18, 27, 35-36, 40), "Mangiato bene e dormito bene!" (「よく食べよく寝る！」?, "Yoku tabe yoku neru!") (ep. 8), "Siamo delle comparse!" (「エキストラだよ！」?, "Ekusutora da yo!") (ep. 9), "Un sorriso vale 100 punti!" (「笑顔は１００点！」?, "Egao wa 100-ten!") (ep. 10), "Nemmeno la pioggia può fermarci!" (「飴にも負けない！」?, "Ame ni mo makenai!") (ep. 11), "Spazzeremo via anche i pettegolezzi!" (「うわさもふきとぶ！」?, "Uwasa mo fukitobu!") (ep. 12), "Spazzeremo via anche le preoccupazioni!" (「悩みも吹き飛ぶ！」?, "Nayami mo fukitobu!") (ep. 13), "Amiche dei bravi bambini!" (「よい子の友達！」?, "Yoiko no tomodachi!") (ep. 14), "Tutte e cinque!" (「５人揃って！」?, "5-nin sorotte!") (ep. 20), "In servizio tutto l'anno!" (「年中無休だ！」?, "Nenchū mukyū da!") (ep. 21), "Manca una persona!" (「一人迷子だ！」?, "Hitori maigo da!") (ep. 22), "Amiamo i festival!" (「お祭り大好き！」?, "Omatsuri daisuki!") (ep. 23), "Se cadi non piangere!" (「転んで泣かない！」?, "Koronde nakanai!") (ep. 24), "Vi mostriamo il nostro lato buono!" (「いいとこ見せたい！」?, "Ii toko misetai!") (ep. 25), "Cinque stelle brillanti!" (「光る五つ星！」?, "Hikaru itsutsu hoshi!") (ep. 26), "Il trucco è motivazione!" (「メイクは気合だ！」?, "Meiku wa kiai da!") (ep. 28), "Tutte e sei!" (「六人揃って！」?, "Rokunin sorotte!") (ep. 33), "I bambini possono essere anche questo!" (「子どももなれるよ！」?, "Kodomo mo nareru yo!") (ep. 34), "Non è un costume!" (「仮装じゃないよ！」?, "Kasō janai yo!") (ep. 35), "Anche oggi si fa sul serio!" (「今日も本気だ！」?, "Kyō mo honki da!") (ep. 37), "Ardenti di motivazione!" (「もえるど根性！」?, "Moeru dokonjō!") (ep. 38), "Avanti a tutta velocità!" (「全速前進！」?, "Zensoku zenshin!") (ep. 44), "Non perderemo mai!" (「絶対負けない！」?, "Zettai makenai!") (ep. 45), "In un istante!" (「アッという間に！」?, "Atto iu ma ni!") (ep. 46).

- Mix Tropical (ミックス・トロピカル?, Mikkusu Toropikaru): è l'attacco di gruppo di Cure Summer, Cure Coral, Cure Papaya e Cure Flamingo utilizzando i loro rispettivi Heart Rouge Rod e l'Heart Quartet Ring. Le Pretty Cure, dopo aver inserito l'anello nello scettro, invocano i loro poteri motivazionali e le parti superiori delle loro gonne si allungano come delle ali, attaccandosi ai guanti. Cure Coral, Cure Papaya e Cure Flamingo uniscono i loro poteri a quello di Cure Summer che crea con le labbra una bolla a forma di uovo; da questa nasce un uccello formato da una parte dell'attacco singolo di ognuna che volando scaglia un fascio di luce che colpisce il nemico. A fine attacco, rivolgendosi al nemico ormai sconfitto, le guerriere esclamano "Victory!" (「ビクトリー！」?). Viene eseguito per la prima volta nell'episodio 10.

- Trasformazione (Excellen-Tropical Style (エクセレン・トロピカルスタイル?, Ekuseren Toropikaru Sutairu)): le Pretty Cure, dopo aver evocato il Tropical Heart Dresser e aver inserito sopra di questo il Land Heart Kuru Ring o il Marine Heart Kuru Ring, si trasformano in Excellen-Tropical Style. Gli abiti sono più lunghi e le guerriere sono a piedi nudi. Viene eseguita per la prima volta nell'episodio 29.

- Land Beat Dynamic (ランドビート・ダイナミック?, Rando Bīto Dainamikku): è l'attacco di gruppo delle Pretty Cure in Excellen-Tropical Style utilizzando il Tropical Heart Dresser con il Land Heart Kuru Ring. Cure Summer estrae ed impugna lo specchio e, passandoci tre volte la mano sopra, si genera dal riflesso di questo un elefante rosa che si dirige verso il nemico; le Pretty Cure cominciano allora a danzare facendo battere i piedi nudi sul terreno mentre l'elefante sferra un calcio al mostro che colpito viene fatto esplodere. A fine attacco, rivolgendosi al nemico ormai sconfitto, le guerriere esclamano "Victory!" (「ビクトリー！」?). Viene eseguito per la prima volta nell'episodio 29.

- Marine Beat Dynamic (マリンビート・ダイナミック?, Marin Bīto Dainamikku): è l'attacco di gruppo delle Pretty Cure in Excellen-Tropical Style utilizzando il Tropical Heart Dresser con il Marine Heart Kuru Ring. Cure La·Mer estrae ed impugna lo specchio e, passandoci tre volte la mano sopra, si genera dal riflesso di questo uno squalo balena azzurro che si dirige verso il nemico; le Pretty Cure, all'interno dell'animale, iniziano a nuotare velocemente mentre lo squalo balena sferra un colpo di coda al mostro che colpito viene fatto esplodere. A fine attacco, rivolgendosi al nemico ormai sconfitto, le guerriere esclamano "Victory!" (「ビクトリー！」?). Viene eseguito per la prima volta nell'episodio 37.

- Super Tropical Paradise (スーパー・トロピカル・パラダイス?, Sūpā Toropikaru Paradaisu): è l'attacco di gruppo delle Pretty Cure utilizzando il Land Heart Kuru Ring e il Marine Heart Kuru Ring. I due anelli sprigionano i loro poteri e fanno nascere schiere di elefanti e squali balena che si dirigono verso il nemico e lo circondano; nel mentre le Pretty Cure uniscono i loro Heart Kuru Ring per far apparire lo spirito di Cure Oasis in una versione potenziata che comincia a ballare e, fra le mani, imprigiona il nemico che viene purificato. A fine attacco, rivolgendosi al nemico ormai sconfitto, le guerriere esclamano "Victory!" (「ビクトリー！」?). Viene eseguito nell'episodio 45.

## Luoghi
Gran Ocean (グランオーシャン?, Guran Ōshan)
È il luogo sul fondo del mare dal quale provengono Laura e Kururun. Governato da una regina e protetto dal resto attraverso una barriera, le sirene che lo popolano non hanno genitori ma nascono tutte da una grande conchiglia. Laura ambisce a ereditarne il trono e sul posto crescono dei fiori di sapone, che vengono usati nella preparazione di biscotti tipici. Per accedervi è necessario che una sirena apra un portale tra le correnti marine. Esiste una legge del posto secondo cui alle sirene non è consentito interagire con gli esseri umani e coloro che violano questo tabù vedranno cancellati i loro ricordi tramite un macchinario di assorbimento della memoria: la ragione principale è che le sirene vivono più a lungo degli umani, e si racconta che una sirena che in passato fece amicizia con un umano non potesse sopportare la solitudine dopo la morte di lui, quindi creò il macchinario in grado di eliminarne il ricordo; i ricordi assorbiti poi prendono forma di una conchiglia e vengono sigillati nei sotterranei del palazzo reale. A causa delle memorie riaffioranti tra Manatsu e Laura, andate dimenticate dopo la battaglia finale, il macchinario va in sovraccarico e si guasta, permettendo così di nuovo la conoscenza tra sirene e umani. Una volta restituito il potere motivazionale agli abitanti, la regina decide di trasferire il regno in una nuova posizione negli abissi. La sua ambientazione è basata sull'Antica Roma.
Dimora della Strega (魔女やしき?, Majo no yashiki)
È la residenza, situata negli abissi marini più bui, della Strega della Procrastinazione e dei suoi seguaci.
Aozora (あおぞら市?, Aozora-shi)
È la città in cui si trasferisce Manatsu e in cui vivono Sango, Minori e Asuka. Si affaccia sul mare e ha un clima tropicale, così come sono presenti piante tropicali nella zona.
Scuola media di Aozora (あおぞら中学校?, Aozora chūgakkō)
È la scuola frequentata da Manatsu, Sango, Minori e Asuka. È qui dove Manatsu decide di fondare insieme alle amiche il Tropical Club (トロピカる部?, Toropikaru-bu), un club scolastico dove ci si occupa di ciò che è più importante al momento. Successivamente anche Laura inizia a frequentare le lezioni come studentessa di scambio culturale. Nella mensa della scuola si vende il Tropical Melonpan, un particolare panino dolce di vari gusti a forma di conchiglia prodotto da un panificio della città vicina ad Aozora, che piace molto a Manatsu; per un periodo limitato, tra gli studenti viene organizzata una lotteria per vincere un melopan versione premium, più grande del solito e a forma di stella. Dopo che Laura torna a Gran Ocean e Asuka si diploma, i membri rimanenti del Tropical Club rifondano il circolo con il nome di Motto Tropical Club (もっとトロピカる部?, Motto Toropikaru-bu) e si aggiungono nuovi iscritti.
Pretty Holic
È il negozio di cosmetici gestito dalla madre di Sango. I prodotti venduti hanno come concetto quello di rendere il make-up un supporto morale per chi lo utilizza. Al secondo piano del locale, c'è uno spazio bar. La mascotte del negozio è Derella (でれらちゃん?, Derera-chan), basata sui panda e il personaggio di Cenerentola.
Isola di Minamino (南乃島?, Minaminojima)
È l'isola tropicale sulla quale viveva Manatsu insieme al padre prima di raggiungere sua madre ad Aozora. Circondata dal mare e dalla natura rigogliosa, il clima è sempre estivo, il suo frutto caratteristico è la carambola e nelle sue numerose spiagge vi cresce il fiore chiamato campanella marina. Ogni anno viene organizzato un festival estivo e una leggenda del luogo, tramandata di generazione in generazione, racconta di una sirena che ha celato un tesoro in una grotta; tale leggenda si rivela veritiera, infatti la sirena non è altri che l'attuale regina di Gran Ocean che in passato ha nascosto il potere motivazionale raccolto lontano dai malvagi.

## Episodi
Oltre agli episodi, dei brevi filmati con le Pretty Cure che insegnano alcuni metodi sulla moda e cosmetica, sono stati caricati settimanalmente dal 28 febbraio al 27 giugno 2021 sul canale ufficiale YouTube della serie, con il titolo Tropica Osha-Lesson (トロピカおしゃレッスン?).

### Sigle
La sigla originale di apertura è composta da EFFY con il testo di Shōko Ōmori, quelle di chiusura da Misaki Umase e Riku Horimoto con i testi di Saori Kodama.
Sigla di apertura
- Viva! Spark! Tropical-Rouge! Precure (Ｖｉｖａ！Ｓｐａｒｋ！トロピカル～ジュ！プリキュア?), cantata da Machico (ep. 1-18)
- Viva! Spark! Tropical-Rouge! Precure with Tropical Club (Ｖｉｖａ！Ｓｐａｒｋ！トロピカル～ジュ！プリキュア ｗｉｔｈ トロピカる部?), cantata da Machico con il Tropical Club (Fairouz Ai, Yumiri Hanamori, Yui Ishikawa, Asami Setō, Rina Hidaka) (ep. 19-32, 34-46)

Sigla di chiusura
- Tropica I-N-G (トロピカ Ｉ・Ｎ・Ｇ?), cantata da Chihaya Yoshitake (ep. 1-3, 6-16[34])
- Akogare Go My Way!! (あこがれ Ｇｏ Ｍｙ Ｗａｙ！！?), cantata da Rie Kitagawa e Chihaya Yoshitake (ep. 17-32, 37-46[35])

Del video della sigla di testa sono state realizzate due versioni: rispetto alla prima, nella seconda vengono modificate alcune parti, sostituendo alcune scene di Laura sirena con Laura umana e includendo Cure La·Mer.
Negli episodi 4-5, in occasione dell'uscita al cinema del ventinovesimo film del franchise, la sigla finale è un medley della seconda sigla di chiusura della diciassettesima serie e la prima di chiusura della diciottesima, Everybody ☆ Healin' GooDay! & Tropica I-N-G - Ending relay (エビバディ☆ヒーリングッデイ！＆トロピカ Ｉ・Ｎ・Ｇ エンディングリレー?), cantato da Kanako Miyamoto e Chihaya Yoshitake. Dall'episodio 33 al 36, invece, con l'uscita al cinema del film della serie, viene utilizzata come sigla finale Shantia ~Shiawase no kuni~ (シャンティア～しあわせのくに～?), cantata da Cure Summer (Fairouz Ai), Cure Coral (Yumiri Hanamori), Cure Papaya (Yui Ishikawa), Cure Flamingo (Asami Setō), Cure La·Mer (Rina Hidaka), Cure Blossom (Nana Mizuki), Cure Marine (Fumie Mizusawa), Cure Sunshine (Hōko Kuwashima) e Cure Moonlight (Aya Hisakawa). Nell'episodio 33, per celebrarne la trama dedicata a raccontare dieci brevi storie in una, la sigla iniziale viene cantata soltanto dal Tropical Club. Nell'episodio 46 quella finale è intervallata da diverse immagini che mostrano i personaggi nell'epilogo della storia.

### Distribuzione
In Giappone la serie è stata raccolta in una collezione di 15 DVD sia da Marvelous che Happinet Media Marketing tra il 28 luglio 2021 e il 25 maggio 2022.
La serie è stata raccolta anche in quattro cofanetti Blu-ray, pubblicati da Marvelous Inc. e usciti tra il 22 settembre 2021 e il 25 maggio 2022.

### Rappresentazioni ed eventi
Il 25 settembre 2021, al Pacific Convention Plaza di Yokohama, si è svolto il Tropical-Rouge! Precure - LIVE 2021: Viva! Tropica SUMMER! Live (トロピカル～ジュ！プリキュアＬＩＶＥ２０２１ Ｖｉｖａ！トロピカＳＵＭＭＥＲ！ＬＩＶＥ?, Toropikaru~ju! Purikyua LIVE 2021 Viva! Toropika Summer! Live), un concerto di brani e character song della serie, tenuto dalle doppiatrici delle protagoniste e le interpreti delle sigle di apertura e di chiusura. Il DVD e il Blu-ray dell'evento sono usciti il 2 marzo seguente.
Terminata la messa in onda degli episodi televisivi, il 19-20 febbraio 2022 alla J:COM Hall di Hachiōji si è tenuto il Tropical-Rouge! Precure: Kansha-sai (トロピカル～ジュ！プリキュア 感謝祭?), uno spettacolo che viene celebrato come ringraziamento di fine serie. All'evento, disponibile anche in diretta streaming su "Pia Live Stream", hanno partecipato il cast e gli interpreti delle sigle e sono stati ospitati quelli della serie successiva. Il DVD/Blu-ray è uscito il 20 luglio 2022.

## Film
| Titolo | Prima visione                |
| Titolo | Giapponese (cinematografica) |
| --- | ---------------------------- |
| Eiga Tropical-Rouge! Pretty Cure - Puchi - Tobikome! Collabo ♡ Dance Party! (映画 トロピカル～ジュ！プリキュア プチ とびこめ！コラボ♡ダンスパーティ！?, Eiga Toropikaru~ju! Purikyua Puchi Tobikome! Korabo ♡ Dansu Pāti!) | 20 marzo 2021                |
| Eiga Tropical-Rouge! Pretty Cure - Yuki no princess to kiseki no yubiwa! (映画 トロピカル～ジュ！プリキュア 雪のプリンセスと奇跡の指輪！?, Eiga Toropikaru~ju! Purikyua Yuki no purinsesu to kiseki no yubiwa!)            | 23 ottobre 2021              |
| Watashi dake no okosama lunch (わたしだけのお子さまランチ?, Watashi dake no okosama ranchi) | 23 settembre 2022            |
| Eiga Pretty Cure All Stars F (映画 プリキュアオールスターズＦ?, Eiga Purikyua Ōru Sutāzu F) | 15 settembre 2023            |

## Manga
Il manga di Tropical-Rouge! Pretty Cure, disegnato da Futago Kamikita, è stato serializzato sulla rivista Nakayoshi di Kōdansha da marzo 2021 a febbraio 2022, saltando maggio 2021. Un tankōbon, contenente gli undici capitoli e una storia extra realizzata apposta, è stato pubblicato a marzo 2022 in edizione regolare e speciale, quest'ultima accompagnata da un libretto con un capitolo speciale che vede protagoniste anche le Pretty Cure di HeartCatch Pretty Cure!.
| Nº    | Titolo italiano Giapponese 「Kanji」 - Rōmaji                                      | Data di prima pubblicazione                                                                             | Data di prima pubblicazione |
| Nº    | Titolo italiano Giapponese 「Kanji」 - Rōmaji                                      | Giapponese                                                                                              |                             |
| Unico | Tropical-Rouge! Precure 「トロピカル～ジュ！プリキュア」 - Toropikaru~ju! Purikyua | 23 marzo 2022 25 marzo 2022 ISBN 978-4-06-527081-3 (ed. regolare) ISBN 978-4-06-527080-6 (ed. limitata) |                             |

### Altre pubblicazioni
Il 21 giugno 2022 la Gakken Publishing ha pubblicato in Giappone Tropical-Rouge! Precure: Official Complete Book (トロピカル〜ジュ！プリキュア オフィシャルコンプリートブック?, Toropikaru~ju! Purikyua Ofisharu Konpurīto Bukku) con ISBN 978-4-05-611663-2, libro dedicato alla serie contenenti interviste ai produttori, allo staff degli episodi, alle doppiatrici con retroscena che raccontano la nascita di Tropical-Rouge! Pretty Cure.

## CD e videogiochi
Durante il corso della serie sono stati pubblicati diversi CD e raccolte, sia di brani musicali che di colonna sonora, da Marvelous. I videogiochi, invece, sono stati distribuiti da Bandai.
| Nº | Titolo CD | Numero tracce | Data uscita      |
| -- | --- | ------------- | ---------------- |
| 1  | Viva! Spark! Tropical-Rouge! Precure / Tropica I-N-G (Ｖｉｖａ！Ｓｐａｒｋ！トロピカル～ジュ！プリキュア／トロピカ Ｉ・Ｎ・Ｇ?)                                                                                             | 4             | 7 aprile 2021    |
| 2  | Tropical-Rouge! Precure - Original Soundtrack 1: Precure Tropical Sound!! (トロピカル～ジュ！プリキュア オリジナル・サウンドトラック１ プリキュア・トロピカル・サウンド！！?)                                               | 38            | 9 giugno 2021    |
| 3  | Tropical-Rouge! Precure - Vocal Album: ~Tropical! MUSIC BOX~ (トロピカル～ジュ！プリキュア ボーカルアルバム ～トロピカる！ＭＵＳＩＣ ＢＯＸ～?)                                                                             | 11            | 21 luglio 2021   |
| 4  | Viva! Spark! Tropical-Rouge! Precure with Tropical Club / Nakayoshi no uta / Akogare Go My Way!! (Ｖｉｖａ！Ｓｐａｒｋ！トロピカル～ジュ！プリキュア ｗｉｔｈ トロピカる部／なかよしのうた／あこがれ Ｇｏ Ｍｙ Ｗａｙ！！?) | 6             | 11 agosto 2021   |
| 5  | Tropical-Rouge! Precure - Original Soundtrack 2: Precure Sound Victory!! (トロピカル～ジュ！プリキュア オリジナル・サウンドトラック２ プリキュア・サウンド・ビクトリー！！?)                                                | 35            | 22 dicembre 2021 |
| 6  | Tropical-Rouge! Precure - Vocal Best: ~Egao no mama de~ (トロピカル～ジュ！プリキュア ボーカルベスト ～えがおのままで～?)                                                                                                   | 16            | 2 febbraio 2022  |
| 7  | Precure Vocal Best BOX 2018-2023 (プリキュア ボーカルベストＢＯＸ ２０１８–２０２３?) | 95            | 29 novembre 2023 |

## Trasmissioni e adattamenti nel mondo
Tropical-Rouge! Pretty Cure è stato trasmesso, oltre che in Giappone, anche in diversi Paesi in tutto il mondo.
| Stato            | Rete televisiva / piattaforma streaming | Data 1ª TV/streaming               |
| ---------------- | --------------------------------------- | ---------------------------------- |
| America del Nord | Crunchyroll                             | 28 febbraio 2021 – 30 gennaio 2022 |
| America del Sud  | Crunchyroll                             | 28 febbraio 2021 – 30 gennaio 2022 |
| Australia        | Crunchyroll                             | 28 febbraio 2021 – 30 gennaio 2022 |
| Corea del Sud    | Champ TV, Anione TV, Anibox             | 11 ottobre 2021 – 28 febbraio 2022 |
| Nuova Zelanda    | Crunchyroll                             | 28 febbraio 2021 – 30 gennaio 2022 |
| Sudafrica        | Crunchyroll                             | 28 febbraio 2021 – 30 gennaio 2022 |
| Taiwan           | YOYO TV                                 | 19 giugno 2021 – 30 aprile 2022    |

In America del Nord, Australia, Nuova Zelanda, Sudafrica e America del Sud la serie è stata resa disponibile in streaming in versione sottotitolata in lingua locale, simultaneamente alla messa in onda giapponese.
In Corea del Sud le sigle sono cantate in coreano e restano invariate le formule di trasformazione e gli attacchi, ma viene eliminato ogni riferimento al Giappone e cambiano tutti i nomi dei personaggi, ad eccezione di Laura: Manatsu è Han Yeo-reum (한여름?), Sango è Nam Su-jeong (남수정?), Minori è No Yeol-mae (노열매?) e Asuka è Hong Na-rae (홍나래?).
L'adattamento adottato a Taiwan, in cinese, rende la parola Cure con il carattere 天使S (Tiānshǐ), che significa "Angelo", nei nomi delle protagoniste, e con i caratteri 熱情閃耀！光之美少女S (Rèqíng shǎnyào! Guāng zhīměi shàonǚ, lett. "Brillante entusiasmo! Ragazze della Luce") il titolo della serie. Gli episodi, oltre ad essere doppiati, sono anche sottotitolati e viene ricantata la prima sigla di apertura in mandarino; le trasformazioni e gli attacchi sono tradotti.